# Китайско-самоанские отношения
Кита́йско-самоа́нские отноше́ния — двусторонние дипломатические отношения между Китайской Народной Республикой и Независимым Государством Самоа.
Китай имеет посольство в Самоа (город Апиа), а Самоа — посольство в Китае (город Пекин, район Чаоян), однако, на данный момент, не имеет действующего посла в Китае, хотя в июне 2008 года и объявило о своём намерении его назначить.

## Общая характеристика стран
|                                                   | Китай                 | Самоа                 |
| ------------------------------------------------- | --------------------- | --------------------- |
| Площадь (км²)                                     | 9 572 900             | 2831                  |
| Столица                                           | Пекин                 | Апиа                  |
| Население (чел.)                                  | 1 411 778 724         | 203 900               |
| Государственное устройство                        | унитарное государство | унитарное государство |
| Объём ВВП по ППС (млрд долл.)                     | 24191,301             | 1,152                 |
| Количество ядерных боеголовок (развёрнутых/всего) | ?/350                 | —                     |
| Численность вооружённых сил (чел.)                | 2 035 000             | —                     |
| Военный бюджет (млрд долл.)                       | 193                   | —                     |
| Добыча нефти (млн т/год)                          | 194,8                 | —                     |
| Выплавка стали (млн т/год)                        | 808,366               | —                     |
| Выплавка алюминия (тыс т/год)                     | 36 000                | —                     |
| Производство цемента (млн т/год)                  | 2200                  | —                     |
| Производство электроэнергии (тВт·ч/год)           | 7779,1                | —                     |

## История
В 2003 году Китай заявил о своём намерении укрепить дипломатические отношения со странами-членами Форума тихоокеанских островов (Самоа является его членом с 1971 года) и увеличить количество дотаций, направляемых в эти страны.
В 2006 году премьер-министр Государственного совета Китая Вэнь Цзябао заявил о том, что Китай готов расширить торгово-экономические отношения с островными государствами Тихого океана, в том числе отменить пошлины на экспорт из наименее развитых стран, аннулировать задолженности стран перед Китаем, бесплатно предоставить лекарственные средства против малярии и обеспечить подготовку двух тысяч чиновников этих государств.
В этом же году Вэнь посетил тихоокеанские острова, став первым премьер-министром Китая, сделавшим это. Профессор Южнотихоокеанского университета Рональд Гордон Крокомб считает, что тихоокеанские чиновники посещают Китай с дипломатическими целями чаще, чем любую другую страну.
В 2007 году Китай предоставил Самоа рентгеновский аппарат и несколько врачей-добровольцев. В 2008 году Китай выдал Самоа 1,36 миллиона евро на поддержку образования в стране. В марте этого же года, после беспорядков в Тибете, спикер Законодательного собрания Самоа Толофуаивалелеи Фалемое Лей’Атуа заявил, что лидерам иностранных государств не следует встречаться с Далай-ламой и вмешиваться во внутренние дела Китая.

## Членство в международных организациях
Китай и Самоа совместно состоят во многих международных организациях. Ниже представлена таблица с датами вступления государств в эти организации.
|      | Китай | Самоа |
| ---- | ----- | ----- |
| ООН  | 1945  | 1976  |
| МВФ  | 1945  | 1974  |
| МБРР | 1945  | 1974  |
| ВТО  | 2001  | 2011  |